# Цвинтар Вест-Пойнт
Цвинтар Вест-Пойнт (англ. West Point Cemetery) — історичне кладовище на території Військової академії США у Вест-Пойнті, Нью-Йорк. З нього відкривається вид на річку Гудзон і він служив місцем поховання для солдатів Війни за незалежність і перших жителів Вест-Пойнта задовго до 1817 року, коли його офіційно призначили військовим кладовищем.

## Відомі особистості, поховані на кладовищі
- Роберт Андерсон (1805—1871) — американський військовий діяч часів Громадянської війни.
- Джордж Армстронг Кастер (1839—1876) — американський кавалерійський офіцер.